# Mesopotamische religie
Met Mesopotamische religie wordt verwezen naar de Aramese, Soemerische, Akkadische, Babylonische en Assyrische religies. Er waren verschillen maar ook processen van syncretisme. De religies en mythologieën veranderden in de loop der tijd. In totaal zijn de namen van meer dan 2000 goden en godinnen bekend.

## Prehistorie
Aanwijzingen voor religie in het prehistorische Mesopotamië komen uit grafvondsten, architectuur, kunst en gebruiksvoorwerpen, zoals zegels en keramiek. De grafvondsten wijzen op een bepaald geloof in een hiernamaals. Vrouwenfiguurtjes met vergrote geslachtskenmerken wijzen vermoedelijk op het belang van noties als vruchtbaarheid en voortplanting. Ook bestonden eenvoudige heiligdommen met één kamer, bestaande uit klei, hout of riet. Ze hadden een offertafel voor een niche in de muur waarin een representatie van een god stond. De vroegste goden schijnen verbonden te zijn geweest met natuurfenomenen.

## 3000 – 2000 v.Chr.
In het 4e millennium v.Chr. bestond in het uiterste zuidoosten van Mesopotamië de Soemerische cultuur, die steden kende. In het late 4e en vroege 3e millennium werden in deze steden verschillende grote, gedecoreerde heiligdommen gebouwd. Die bestonden hoofdzakelijk uit een centrale kamer met een niche. Sommige leken echter op paleizen. Bij zowel tempels als huizen hing men bij de ingang amuletten ter bescherming tegen demonen. De goden werden in de vorm van steles, staanders of emblemen dagelijks vereerd met bijvoorbeeld offergaven. Dit, op basis van wetten of omstandigheden. In de kunst verschijnt een mannelijk figuur, die vroeger als priester-koning werd aangeduid, maar dat is achterhaald. Deïficatie van een koning na diens overlijden kwam voor.
De vroegste steden, zoals Kish hadden soms een tweelingstruktuur. Er was een centrum rond het heiligdom van een mannelijke stadsgod en een tweede centrum rond het heiligdom van de vrouwelijke stadsgodin.
Er bestonden festivals waarbij de goden in processie getoond werden. Zo kon het volk de goden zien, die anders afgeschermd bleven in tempels. Iemand kon een willekeurige god uitkiezen als persoonlijke beschermer. Bovendien ontwikkelde zich de traditie dat de steden elk een beschermgod hadden. De goden van onderworpen steden werden behandeld als lager geplaatste familie van de stadsgod die op bezoek kwamen in zijn/haar tempel. Dit kwam ook voor bij de Babyloniërs.
In het 3e millennium wordt Mesopotamië grotendeels bezet door een Semitisch volk, de Akkadiërs. Vanaf dat moment stond het noordwestelijke deel bekend als Subartu (het latere Assyrië), terwijl het zuidoostelijke deel (het latere Babylonië) bestond uit Akkad en Soemer. Op Soemer na sprak men er Akkadisch.
Halverwege het 3e millennium ontstonden de oudste overgeleverde religieuze teksten. Daaruit blijken twee dingen. Ten eerste tonen de teksten een polytheïstische religie. Goden van andere culturen werden niet uitgesloten. Ten tweede geloofde men dat belangrijke goden verbleven in de tempels van steden, vooral oude Soemerische. Dit hangt samen met de gedachte dat de stad het centrum van het universum vormde. De goden genoten er erediensten en werden antropomorf voorgesteld. De cultus van Enki centreerde zich in het Soemerische Eridu; die van Inanna in Uruk; die van Nanna in Ur. Soms werden twee belangrijke goden in eenzelfde stad vereerd. Andere, minder prominente goden hadden bijvoorbeeld cultuscentra op het platteland.
Halverwege het 3e millennium begon tevens het proces van syncretisme, waarbij Akkadische goden werden geïdentificeerd met Soemerische goden. De meeste teksten zijn echter van latere datum, zodat niet altijd helder is welke god precies welke eigenschappen had in voorgaande eeuwen. Hoewel de Akkadische religie vanaf circa 2500 v.Chr. meer werd beïnvloed door de oudere Soemerische religie, behielden beide gemeenschappen wel eigen tradities.
Het werd gangbaar om de goden voor te stellen in familieverhoudingen, waarbij ook sprake was van rivaliteit en heldendaden. Tegelijkertijd ontstonden nieuwe sociaal-politieke instellingen zoals het koningschap bij Akkadiërs en Soemeriërs. Zodoende werden ook de goden voorgesteld als koningen, koninginnen, hovelingen, boodschappers enzovoort. Doorgaans verloren ze mettertijd hun concrete, duidelijke associaties met bepaalde natuurfenomenen. Sommige goden hebben die nooit gehad, maar waren vooral verbonden met een bepaalde locatie, zoals de god Assur van de stad Assur.
In 2350 v.Chr. vormde heel Mesopotamië een koninkrijk onder Sargon de Grote. De eenwording tot een Akkadisch rijk versnelde het proces van syncretisme. Zo schreef de Akkadische prinses Enheduanna Soemerische hymnen aan de Akkadische Isjtar in een Soemerische tempel.

## 2000 – 1000 v.Chr.
In het 2e millennium v.Chr. stierf het Soemerisch uit en vormden Babylonië en Assyrië zich als politieke centra met eigen tradities en eigen Akkadische dialecten, namelijk het Oudbabylonisch en het uit latere bronnen bekende Assyrisch. Beide steden groeiden uit tot religieuze centra met talrijke tempels en paleizen met bibliotheken, waar waarzeggers, astrologen, orakels, zangers, exorcisten en priesters actief waren. Directe communicatie werd via waarzeggerij en dergelijke mogelijk geacht en diende soms als basis voor politieke besluitvorming.
Goden en mythen waren in veel gevallen verbonden met specifieke steden, en onder de opeenvolgende Babylonische en Assyrische rijken werden respectievelijk Mardoek en Assoer de belangrijkste goden. Grote tempels en tempelcomplexen krijgen vaak losstaande torens, ziggoerats. Niet-Mesopotamische invloeden (van bijvoorbeeld Amorieten, Hurrieten en Koesjieten) gaan deel uitmaken van de Mesopotamische religie, zoals de mythe van een hemel- of stormgod die strijdt met een zeemonster. Daarnaast ontstaat het geloof in kleinere, persoonlijke goden in contrast met de abstracte belangrijkere goden.
Met de Babylonische hegemonie werd Babylon beschouwd als centrum van de wereld, met Mardoek als oppergod. Tijdens Akitu, het nieuwjaarsfestival, bezochten andere goden niet langer de andere steden, maar Babylon. De koning nam deel aan de rituelen van het festival om zo zijn macht voor het nieuwe jaar gesanctioneerd te krijgen. De koning gold in principe niet als goddelijk, zoals vroeger wel is gesteld.

## 1000 – 1 v.Chr.
De belangrijke goden van vooral Assur en Babylon kregen steeds vaker politieke en militaire associaties. Toch werd religie niet opgelegd aan veroverde gebieden. Vanaf de 6e eeuw v.Chr. boetten de steden in aan belang, en namen de Mesopotamische goden en cultuscentra in belang af. Dat begon met de Perzische verovering van Mesopotamië. Ondanks de globale Perzische tolerantie, werden heiligdommen permanent verwoest in tijden van opstand. Het erop volgende hellenistische bewind (2e en 1e eeuw v.Chr.) maakte dat veel inheemse goden verdwenen uit het religieuze landschap. Uitzonderingen waren met name die goden, die werden gelijkgesteld met Grieks-Romeinse en Syrische, zoals Adad met Jupiter Dolichenus, en Ishtar met Astarte. Tijdens het Parthische bewind vanaf de 1e eeuw n.Chr. verdween de inheemse religie grotendeels, mede door het oprukkende christendom.

## Mythen
De bekende mythes:
- Gilgamesj-epos
- Enoema Elisj of het Babylonisch scheppingsverhaal
- Atram Hasisepos
- Enki en Ninhursaq
- Enki-cyclus
- Enki en de wereldorde
- Enki en Ninmah

De Mesopotamiërs kenden vele voor ons nog overgeleverde mythes. Vele daarvan zijn bekend geworden van kleitabletten die dateren van rond 2000 v.Chr. maar ze waren alle eerst mondeling overgeleverd. Pas later werden ze opgeschreven door schrijvers. De personages zijn meestal goden of helden.
De brontabletten zijn ontdekt tussen tempelarchieven en het zijn doorgaans de goden die in dergelijke tempel vereerd werden, die ook op de kleitabletten vermeld staan. De tabletten bevatten niet alleen volksverhalen (mythen), maar ook cultusrituele passages en dialogen, die allicht tijdens festivals werden gereciteerd.
De reconstructie van de mythen en hun vertaling vanaf deze kleitabletten is problematisch, want vaak zijn het fragmenten waar wezenlijke passages ontbreken. Bovendien is de kennis van de taal nog steeds in ontwikkeling. Er is geen algemene consensus over de Soemerische grammatica. De vertalingen zijn dus per definitie provisorisch en veel van de eerder gepubliceerde versies kunnen onbetrouwbaar en achterhaald zijn. Interpretaties van functies, betekenissen en ook de ruimere context van afzonderlijke verhalen is vaak speculatief.
Van alle mythologische verhalen en mythen van de oude Mesopotamiërs, zijn de verhalen omtrent de halfgod Gilgamesj het bekendst, een groot heerser van Uruk, de incarnatie van orde en wet. Hij raakte bevriend met Enkidoe zijn tegenpool, die zorgeloos in de natuur leefde. Hij versloeg de reus Humbaba die in het cederwoud leefde en zag uiteindelijk zijn geliefde vriend Enkidoe sterven nadat hij diens levenswijze aan de zijne had gelijk gemaakt, waarna hij de wereld rondzwierf op zoek naar onsterfelijkheid en bij het eind van de wereld terechtkwam.
Verhalen als dat van de Schepping en van de Zondvloed (Atrahasisepos) bestonden reeds in de Mesopotamische mythologie en zijn later overgenomen onder andere door de Semitische nomaden die Ur rond 2000 v.Chr. onder de voet liepen.

## Belangrijke goden

### Moedergodin
- Mami

### De 4 hoofdgoden
- An of Anu god van de hemelruimte, het heelal.
- Ki godin van de aarde.
- Enlil god van lucht en stormen.
- Enki (Ea) god van water en aarde.

### Luchtgoden (atmosferische goden)
- Nanna de godin van de maan.
- Sjamasj de god van de zon.
- Isjtar godin van de hemel en godin van oorlog en liefde.

### Andere goden
- Adath
- Enkidoe
- Inanna
- Mardoek
- Ninlil
- Ninhursag
- Ninurta
- Tiamat
- Uttu
- Utu

## Moderne Tijd
Het Zuïsme is in IJsland een religie die zich baseert op de Mesopotamische mythologie en in 2015 de snelst groeiende religie is. Het gaat echter vooral om een kritiek op religieuze belastingvoordelen.
Mythologie van A tot Z · Categorie